# 练国事
練國事（？—1645年），字君豫，號任鴻，河南永城人，祖籍江西新淦，明末東林黨官員。

## 生平
明初洪武十八年榜眼練子寧八世孫，萬曆四十四年（1616年）丙辰科進士，任沛县（今江苏沛县）知县，调任山阳知县。天启二年（1622年），任監察御史，曾上疏二十餘次，舉發魏忠賢欺辱尚书锺羽正一事，给事中赵兴邦奏称练国事是赵南星东林党人，被削籍為民。
崇祯元年（1628年），起用为京畿道监察御史，次年升任太仆寺少卿，督饷山西。崇祯五年（1632年）俘杀流寇首领点灯子、刘道江、郭恶虎、混天猴、神一魁、黄友才、不沾泥、普天飞、金翅飞、插汉儿、飞山虎等六十余人。崇祯九年（1636年）正月坐陈奇瑜事遣戍广西。崇祯十六年（1643年）赦还。南明福王时，任户部右侍郎，不久改兵部左侍郎，加兵部尚书。次年（1645年）二月因病去职，三月病逝，有子練貞吉，顺治八年（1651年）拔贡。

## 延伸阅读
[在维基数据编辑]
 《明史卷二百六十》，出自《明史》